# Noctiluca
A Noctiluca é um protista unicelular dinoflagelado, pertencente à classe Noctiluciphyceae, ordem Noctilucales. Possuem 2 flagelos: um no sulco, outro no cíngulo. A célula é vesiculosa, frequentemente vacuolizada. Tanto os flagelos com os sulcos são rudimentares. Apresentam um tentáculo móvel que usam para capturar as presas. Em algumas ocasiões é simbionte com algas.